# Kenny Baker (trompetista)
Kenny Baker (Withernsea, Inglaterra, 1 de marzo de 1921 7 de diciembre de 1999) fue un músico de jazz y compositor inglés, consumado intérprete de trompeta, corneta y fliscorno. 

## Biografía
Nacido en Withernsea, Inglaterra, Baker ya era músico profesional a los 17 años de edad, formando parte de una banda de instrumentos viento-metal. Tras dejar su población natal, viajó a Londres, donde empezó a tocar con el ya bien conocido músico de jazz George Chisholm. Más adelante, y en el transcurso de la Segunda Guerra Mundial, sirvió en la RAF, participando en programas de entretenimiento para las tropas.
Baker se dio a conocer en una grabación de una jam session en 1941, consiguiendo rápidamente una fuerte reputación en los clubes de Londres. El joven Baker fue primer trompeta en la orquesta de Ted Heath, grabando para el sello Decca Records en 1946 temas como Bakerloo Non-Stop, una pieza con una gran interpretación suya y del batería Jack Parnell. 
En la década de 1950 Baker lideró su propio grupo, Baker's Dozen, con el cual tocó en el primer show radiofónico británico dedicado al jazz y con emisiones regulares, la serie de BBC Light Programme Let's Settle For Music. También en los años cincuenta, trabajó con regularidad en estudio, siendo consideradas sus numerosas grabaciones de jazz (con un cuarteto para Parlophone y grupos de todo tipo para Nixa Records y otros) como de talla mundial. 
En las décadas de 1960 y 1970 todavía estaba disponible para trabajo en el cine o en estudio. A menudo actuaba en el programa de radio de la BBC Sounds of Jazz, presentado por Peter Clayton, con grabaciones hechas en los estudios Maida Vale de Londres.
Una famosa interpretación en una banda sonora fue un largo solo de trompeta que Kay Kendall simulaba tocar en el film de 1954 Genevieve. De manera regular, Baker tocaba en los clubs de jazz, a menudo con el trompetista John McLevey. La destreza de Baker le abrió otras oportunidades artísticas, como cuando en 1955 actuó en Blackpool con la pareja de cómicos Eric Morecambe y Ernie Wise, compartiendo con el tiempo cartel con otros grandes artistas de la época, entre ellos Tommy Trinder, Benny Hill y Ken Dodd. 
Baker también formó parte del grupo musical Best of British Jazz, en el cual actuaban Don Lusher y Betty Smith. Este grupo hizo giras de modo regular en 1976 y, tras la muerte de Harry James en 1983, la Fundación James le solicitó dirigir su orquesta. 
A lo largo de su carrera tuvo la oportunidad de actuar junto a artistas de la talla de Frank Sinatra, Sammy Davis, Jr. y Tony Bennett. También trabajó en bandas sonoras de filmes de James Bond y con The Beatles. Además de ello, se le puede oír en cientos de programas televisivos, entre los cuales destaca The Muppet Show, show para el que tocó con la Orquesta de Jack Parnell. 
Más adelante, en los años ochenta, trabajó en la banda sonora del serial televisivo The Beiderbecke Trilogy, protagonizado por James Bolam.
En 1999, a Baker se le otorgó el título de mejor trompetista en la entrega de los premios BT British jazz, siendo ese mismo año honrado con la consideración de MBE durante la Celebración del Cumpleaños de la Reina.
Kenny Baker falleció en un hospital cercano a su domicilio en Felpham, Inglaterra, en 1999, a causa de las complicaciones surgidas a raíz de una infección viral. Tenía 78 años de edad. 